# Ligue majeure de baseball 2003
Navigation
2002 2004
La Ligue majeure de baseball 2003 est la 103e saison depuis le rapprochement entre la Ligue américaine et la Ligue nationale et la 128e saison de ligue majeure. 
La saison 2003 marque l'ouverture du nouveau stade des Reds de Cincinnati : Great American Ball Park.
Le coup d'envoi de la saison a lieu le 30 mars 2003 avec un match d'ouverture opposant les Rangers du Texas aux Angels d'Anaheim.
Les Marlins de la Floride enlèvent leur deuxième titre en six ans en s'imposant en Série mondiale face aux Yankees de New York. 
Les affluences sont stables par rapport à la saison précédente avec 67 630 489 spectateurs payants en saison régulière.

## Saison régulière

### Événements
Le match d'ouverture oppose le 30 mars les Rangers du Texas aux Angels d'Anaheim. Les Rangers s'imposent 6-3 en déplacement. 

### Classement de la saison régulière
Légende : V : victoires, D : défaites, % : pourcentage de victoires, GB : games behind ou retard (en matchs) sur la première place.
| Ligue américaine (Division Est) | V   | D  | %    | GB   |
| Yankees de New York             | 101 | 61 | .623 | --   |
| Red Sox de Boston               | 95  | 67 | .586 | 6.0  |
| Blue Jays de Toronto            | 86  | 76 | .531 | 15.0 |
| Orioles de Baltimore            | 71  | 91 | .438 | 30.0 |
| Devil Rays de Tampa Bay         | 63  | 99 | .389 | 38.0 |

| Ligue américaine (Division Centrale) | V  | D   | %    | GB   |
| Twins du Minnesota                   | 90 | 72  | .556 | --   |
| White Sox de Chicago                 | 86 | 76  | .531 | 4.0  |
| Royals de Kansas City                | 83 | 79  | .512 | 7.0  |
| Indians de Cleveland                 | 68 | 94  | .420 | 22.0 |
| Tigers de Détroit                    | 43 | 119 | .265 | 47.0 |

| Ligue américaine (Division Ouest) | V  | D  | %    | GB   |
| Athletics d'Oakland               | 96 | 66 | .593 | --   |
| Mariners de Seattle               | 93 | 69 | .574 | 3.0  |
| Angels d'Anaheim                  | 77 | 85 | .475 | 19.0 |
| Rangers du Texas                  | 71 | 91 | .438 | 25.0 |

| Ligue nationale (Division Est) | V   | D  | %    | GB   |
| Braves d'Atlanta               | 101 | 61 | .623 | --   |
| Marlins de la Floride          | 91  | 71 | .562 | 10.0 |
| Phillies de Philadelphie       | 86  | 76 | .531 | 15.0 |
| Expos de Montréal              | 83  | 79 | .512 | 18.0 |
| Mets de New York               | 66  | 95 | .410 | 34.5 |

| Ligue nationale (Division Centrale) | V  | D  | %    | GB   |
| Cubs de Chicago                     | 88 | 74 | .543 | --   |
| Astros de Houston                   | 87 | 75 | .537 | 1.0  |
| Cardinals de Saint-Louis            | 85 | 77 | .525 | 3.0  |
| Pirates de Pittsburgh               | 75 | 87 | .463 | 13.0 |
| Reds de Cincinnati                  | 69 | 93 | .426 | 19.0 |
| Brewers de Milwaukee                | 68 | 94 | .420 | 20.0 |

| Ligue nationale (Division Ouest) | V   | D  | %    | GB   |
| Giants de San Francisco          | 100 | 61 | .621 | --   |
| Dodgers de Los Angeles           | 85  | 77 | .525 | 15.5 |
| Diamondbacks de l'Arizona        | 84  | 78 | .519 | 16.5 |
| Rockies du Colorado              | 74  | 88 | .457 | 26.5 |
| Padres de San Diego              | 64  | 98 | .395 | 36.5 |

### Statistiques individuelles

#### Au bâton
| Catégorie        | Ligue nationale           | Stat | Ligue américaine           | Stat |
| ---------------- | ------------------------- | ---- | -------------------------- | ---- |
| Moyenne au bâton | Albert Pujols (Cardinals) | .359 | Bill Mueller (Red Sox)     | .326 |
| Points produits  | Preston Wilson (Rockies)  | 141  | Carlos Delgado (Blue Jays) | 145  |
| Coups de circuit | Jim Thome (Phillies)      | 47   | Alex Rodriguez (Rangers)   | 47   |
| Bases volées     | Juan Pierre (Marlins)     | 65   | Carl Crawford (Devil Rays) | 55   |

#### Lanceurs
| Catégorie                 | Ligue nationale        | Stat | Ligue américaine           | Stat |
| ------------------------- | ---------------------- | ---- | -------------------------- | ---- |
| Moyenne de points mérités | Jason Schmidt (Giants) | 2.34 | Pedro Martínez (Red Sox)   | 2.22 |
| Victoires                 | Russ Ortiz (Braves)    | 21   | Roy Halladay (Blue Jays)   | 22   |
| Retraits sur prises       | Kerry Wood (Cubs)      | 266  | Esteban Loaiza (White Sox) | 207  |
| Sauvetages                | Éric Gagné (Dodgers)   | 55   | Keith Foulke (Athletics)   | 43   |

## Séries éliminatoires
|  | Séries de divisions | Séries de divisions | Séries de divisions | Séries de divisions |         |         | Séries de championnat | Séries de championnat | Séries de championnat | Séries de championnat |  |  | Série mondiale | Série mondiale | Série mondiale | Série mondiale |
|  |                     |                     |                     |                     |         |         |                       |                       |                       |                       |  |  |                |                |                |                |
|  |                     |                     |                     |                     |         |         |                       |                       |                       |                       |  |  |                |                |                |                |
|  |                     |                     |                     |                     |         |         |                       |                       |                       |                       |  |  |                |                |                |                |
|  | Yankees             | Yankees             | 3                   | 3                   |         |         |                       |                       |                       |                       |  |  |                |                |                |                |
|  | Yankees             | Yankees             | 3                   | 3                   |         |         |                       |                       |                       |                       |  |  |                |                |                |                |
|  | Twins               | Twins               | 1                   | 1                   |         |         |                       |                       |                       |                       |  |  |                |                |                |                |
|  | Twins               | Twins               | 1                   | 1                   | Yankees | Yankees | 4                     | 4                     |                       |                       |  |  |                |                |                |                |
|  | Ligue américaine    |                     |                     |                     | Yankees | Yankees | 4                     | 4                     |                       |                       |  |  |                |                |                |                |
|  |                     |                     | Red Sox             | Red Sox             | 3       | 3       |                       |                       |                       |                       |  |  |                |                |                |                |
|  | Athletics           | Athletics           | Red Sox             | Red Sox             | 3       | 3       | 2                     | 2                     |                       |                       |  |  |                |                |                |                |
|  | Athletics           | Athletics           |                     |                     |         |         |                       | 2                     |                       |                       |  |  |                |                |                |                |
|  | Red Sox             | Red Sox             | 3                   | 3                   |         |         |                       |                       |                       |                       |  |  |                |                |                |                |
|  | Red Sox             | Red Sox             | 3                   | 3                   | Yankees | Yankees | 2                     | 2                     |                       |                       |  |  |                |                |                |                |
|  |                     |                     |                     |                     | Yankees | Yankees | 2                     | 2                     |                       |                       |  |  |                |                |                |                |
|  |                     |                     | Marlins             | Marlins             | 4       | 4       |                       |                       |                       |                       |  |  |                |                |                |                |
|  | Giants              | Giants              | Marlins             | Marlins             | 4       | 4       | 1                     | 1                     |                       |                       |  |  |                |                |                |                |
|  | Giants              | Giants              |                     |                     |         |         |                       |                       |                       |                       |  |  |                |                |                |                |
|  | Marlins             | Marlins             | 3                   | 3                   |         |         |                       |                       |                       |                       |  |  |                |                |                |                |
|  | Marlins             | Marlins             | 3                   | 3                   | Marlins | Marlins | 4                     | 4                     |                       |                       |  |  |                |                |                |                |
|  | Ligue nationale     |                     |                     |                     | Marlins | Marlins | 4                     | 4                     |                       |                       |  |  |                |                |                |                |
|  |                     |                     | Cubs                | Cubs                | 3       | 3       |                       |                       |                       |                       |  |  |                |                |                |                |
|  | Braves              | Braves              | Cubs                | Cubs                | 3       | 3       | 2                     | 2                     |                       |                       |  |  |                |                |                |                |
|  | Braves              | Braves              |                     |                     |         |         |                       | 2                     |                       |                       |  |  |                |                |                |                |
|  | Cubs                | Cubs                | 3                   | 3                   |         |         |                       |                       |                       |                       |  |  |                |                |                |                |
|  | Cubs                | Cubs                | 3                   | 3                   |         |         |                       |                       |                       |                       |  |  |                |                |                |                |
|  |                     |                     |                     |                     |         |         |                       |                       |                       |                       |  |  |                |                |                |                |

### Série mondiale
Les Marlins de la Floride s'imposent contre les Yankees de New York en six matches.
| Match | Date       | Visiteur              | Hôte                  | Score              |
| ----- | ---------- | --------------------- | --------------------- | ------------------ |
| 1     | 18 octobre | Marlins de la Floride | Yankees de New York   | 3 - 2              |
| 2     | 19 octobre | Marlins de la Floride | Yankees de New York   | 1 - 6              |
| 3     | 21 octobre | Yankees de New York   | Marlins de la Floride | 6 - 1              |
| 4     | 22 octobre | Yankees de New York   | Marlins de la Floride | 3 - 4 (12 manches) |
| 5     | 23 octobre | Yankees de New York   | Marlins de la Floride | 4 - 6              |
| 6     | 25 octobre | Marlins de la Floride | Yankees de New York   | 2 - 0              |

## Honneurs individuels
| Recrue de l'année     | Dontrelle Willis (Marlins) | Ángel Berroa (Royals)    |
| Trophée Cy Young      | Éric Gagné (Dodgers)       | Roy Halladay (Blue Jays) |
| Manager de l'année    | Jack McKeon (Marlins)      | Tony Peña (Royals)       |
| Meilleur joueur (MVP) | Barry Bonds (Giants)       | Alex Rodriguez (Rangers) |